# ألين وولف
ألين وولف (بالإنجليزية: Allen Wolf)‏ هو منتج أفلام ومخرج أمريكي، ولد في 29 أكتوبر 1970 في الولايات المتحدة.

## وصلات خارجية
- ألين وولف على موقع IMDb (الإنجليزية)
- ألين وولف على موقع ألو سيني (الفرنسية)
- ألين وولف على موقع أول موفي (الإنجليزية)
- ألين وولف على موقع قاعدة بيانات الفيلم (الإنجليزية)
- ألين وولف على موقع كينوبويسك (الروسية)